# Nikolai Cerkasov
Nikolai Konstantinovici Cerkasov (rusă Николай Константинович Черкасов) (n. 27 iulie 1903, Sankt Petersburg - d. 14 septembrie 1966, Moscova) a fost un actor sovietic care a devenit cunoscut prin rolurile principale jucate în filmele istorice Alexandru Nevski și Ivan cel Groaznic.

## Date biografice
Nikolai Cerkasov a terminat școala de balet din Petersburg, fiind angajat la opera din localitate. În cinematografie a debutat în anul 1927 în filmul Țar și poet sub regia lui Vladimir Gardin. Ulterior va primi roluri nenumărate, printre cele mai importante se numără cel în care îl prezintă pe Maxim Gorki, Vladimir Maiakovski, Don Quijote sau cel a lui Alexandr Nevski și Ivan cel Groaznic; ultimele două filme au fost produse sub regia lui Serghei Eisenstein.

## Filmografie selectivă
- 1936 Copiii căpitanului Grant (Deti kapitana Granta, ru. Дети капитана Гранта), regia: Vladimir Vainștok și David Gutman
- 1938 Alexandru Nevski (Aleksandr Nevsky), regizor: Serghei Eisenstein
- 1944 Ivan cel Groaznic, seria I-a (Ivan Groznâi I), regizor: Serghei Eisenstein
- 1947 Primăvara (Vesna), regizor: Grigori Aleksandrov
- 1957 Don Quijote (Дон Кихот / Don Kihot), regia Grigori Kozințev
- 1958 Ivan cel Groaznic, seria a II-a (Ivan Groznâi II/Boiarskii zagovor), regizor: Serghei Eisenstein